# Парубий, Андрей Владимирович
Андре́й Влади́мирович Паруби́й (укр. Андрій Володимирович Парубій; род. 31 января 1971, Червоноград, Львовская область, Украинская ССР, СССР) — украинский государственный и политический деятель. Председатель Верховной рады Украины с 14 апреля 2016 по 29 августа 2019 года. Секретарь Совета национальной безопасности и обороны Украины (27 февраля — 7 августа 2014 года). Первый заместитель председателя Верховной рады Украины (с 4 декабря 2014 по 14 апреля 2016 года). Народный депутат Украины (с 25 декабря 2007 года).

Комендант Евромайдана, руководитель Самообороны Майдана с ноября 2013 года по февраль 2014 года.

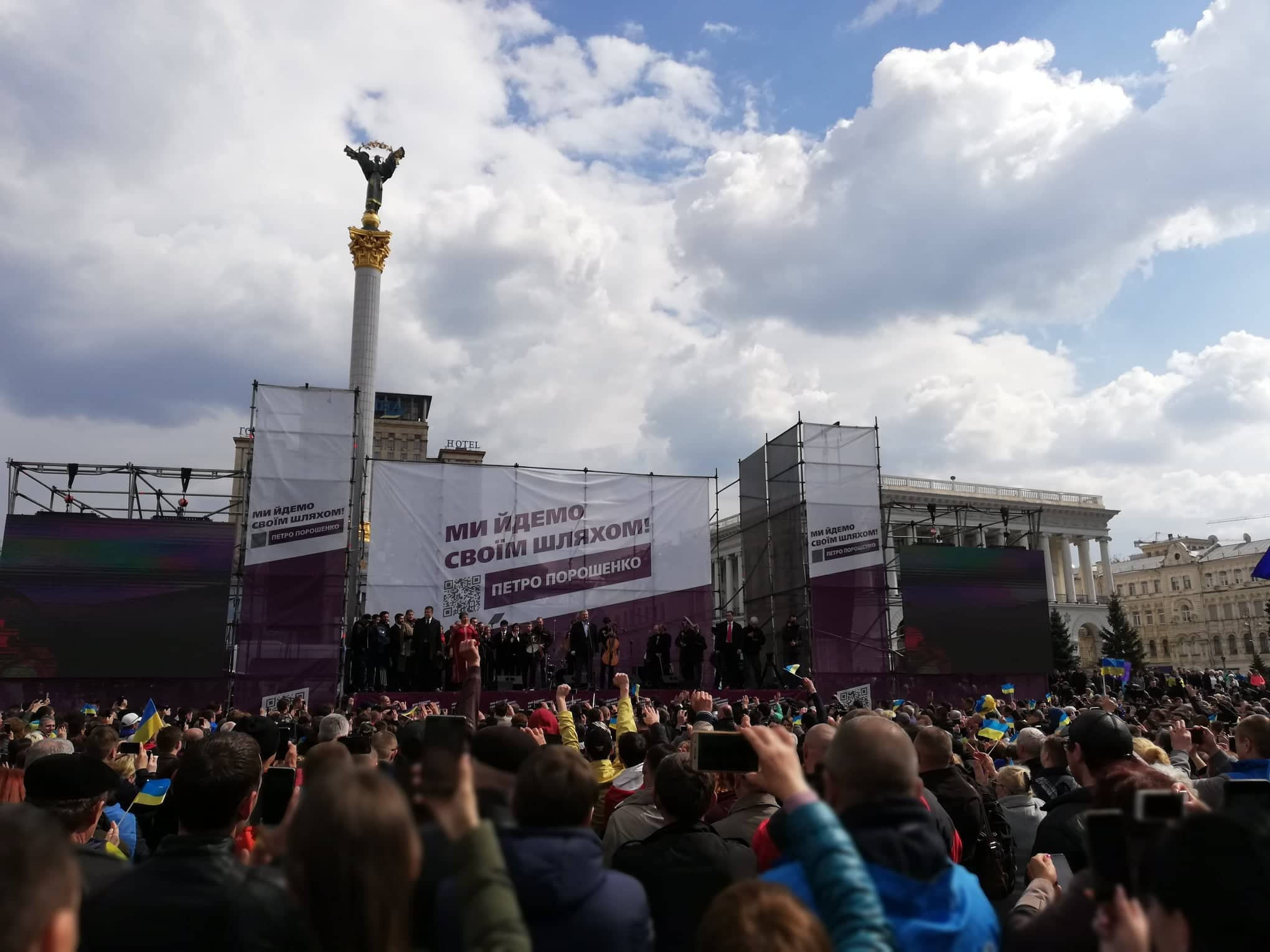

## Биография
Родился 31 января 1971 года в городе Червоноград Львовской области. Дед, по словам Парубия, служил пулемётчиком в Галицкой армии и участвовал в битве за Львов против поляков.
После окончания школы поступил на исторический факультет Львовского университета. Трудовую деятельность начал в 1987 году — лаборантом в архитектурно-археологической экспедиции Института общественных наук АН УССР. Лаборант, старший лаборант в археологических экспедициях до 1991 года.
В 1988 году возглавил патриотическую молодёжную организацию — общество «Спадщина» (укр. спадщина — наследие), чьи участники занимались восстановлением могил воинов УПА, собирали воспоминания ещё живых повстанцев, организовывали лагеря, охраняли антисоветские митинги во Львове. В марте 1989 года был арестован за организацию несанкционированного митинга.
С 1990 года — депутат Львовского областного совета, секретарь постоянной депутатской комиссии по вопросам молодёжи и спорта. За день до выборов был арестован вместе с двумя соратниками за несанкционированное развешивание листовок и агитацию, об избрании депутатом узнал в камере районного отдела милиции, который согласился покинуть только после освобождения товарищей.
В 1991 году наряду с Олегом Тягнибоком был одним из основателей Социал-национальной партии Украины (СНПУ), переименованной в 2004 во Всеукраинское объединение «Свобода».
В 1994 году окончил исторический факультет Львовского государственного университета им. И. Франко.
В 1994—1998 годах — депутат Львовского горсовета, глава депутатской группы.
С 1996 года — руководитель Общества содействия Вооружённым силам и Военно-морскому флоту Украины «Патриот Украины», являвшегося молодёжным отделением СНПУ.
С 1999 года — редактор политического журнала «Ориентиры» СНПУ, для которой писал статьи.
В 2001 году окончил аспирантуру на кафедре политологии и социологии Национального университета «Львовская политехника».
С апреля 2002 по апрель 2006 — депутат, с июня 2002 — заместитель главы Львовского облсовета.
Активный участник Оранжевой революции. Во время событий ноября-декабря 2004 года был комендантом Украинского дома в Киеве. Награждён памятным знаком «Выдающемуся участнику Оранжевой революции».
В январе 2005 года вышел из состава «Свободы» вместе с шестью членами политсовета из восемнадцати из-за разных взглядов на развитие партии. С 2005 года — глава партии «Народный союз „Украинцы!“», реорганизованной в Гражданское объединение «Украинский дом».
С апреля 2006 по декабрь 2007 — депутат Львовского облсовета от блока «Наша Украина».
С 25 декабря 2007 — 12 декабря 2012 — народный депутат Украины VI созыва от блока «Наша Украина — Народная самооборона» под № 80. Глава подкомитета по вопросам контроля над осуществлением внешних отношений Комитета Верховной рады по иностранным делам. Член депутатской группы Вячеслава Кириленко «За Украину!». Был членом политсовета партии «Наша Украина» (лидер — Виктор Ющенко).
28 апреля 2010 года прокуратура Киева возбудила уголовное дело ч. 2 ст. 296 Уголовного кодекса Украины по факту незаконного влияния на председателя Верховной рады Украины и народных депутатов с целью помешать выполнению ими служебных обязанностей, совершенного лицом с использованием своего служебного положения, по предварительному сговору группой лиц (ч. 2 ст. 28, ч. 2 ст. 344 Уголовного кодекса Украины), совершенного группой отдельных народных депутатов Украины 27 апреля 2010 года в сессионном зале Верховной рады Украины во время пленарного заседания Верховной рады Украины во время ратификации соглашения о продлении срока пребывания Черноморского флота России в Крыму. 14 мая 2010 года прокуратура Киева возбудила уголовное дело против народных депутатов из фракции «Наша Украина — Народная самооборона» Юрия Грымчака и Андрея Парубия по факту незаконного влияния на председателя Верховной рады и народных депутатов.
В декабре 2011 года участвовал в протестной акции на Болотной площади в Москве.
3 февраля 2012 года написал заявление о выходе из партии «Наша Украина», причиной стали безрезультатные дискуссии с Ющенко о необходимости объединения оппозиции в борьбе против президента Януковича. 6 июня 2012 года вступил в партию «Фронт перемен» Арсения Яценюка.
С 12 декабря 2012 — народный депутат Украины VII созыва от партии Всеукраинское объединение «Батькивщина» под № 21. Глава подкомитета по вопросам законодательного обеспечения интеграции Украины в международное научное и образовательное пространство Комитета Верховной рады по вопросам науки и образования.

### Евромайдан

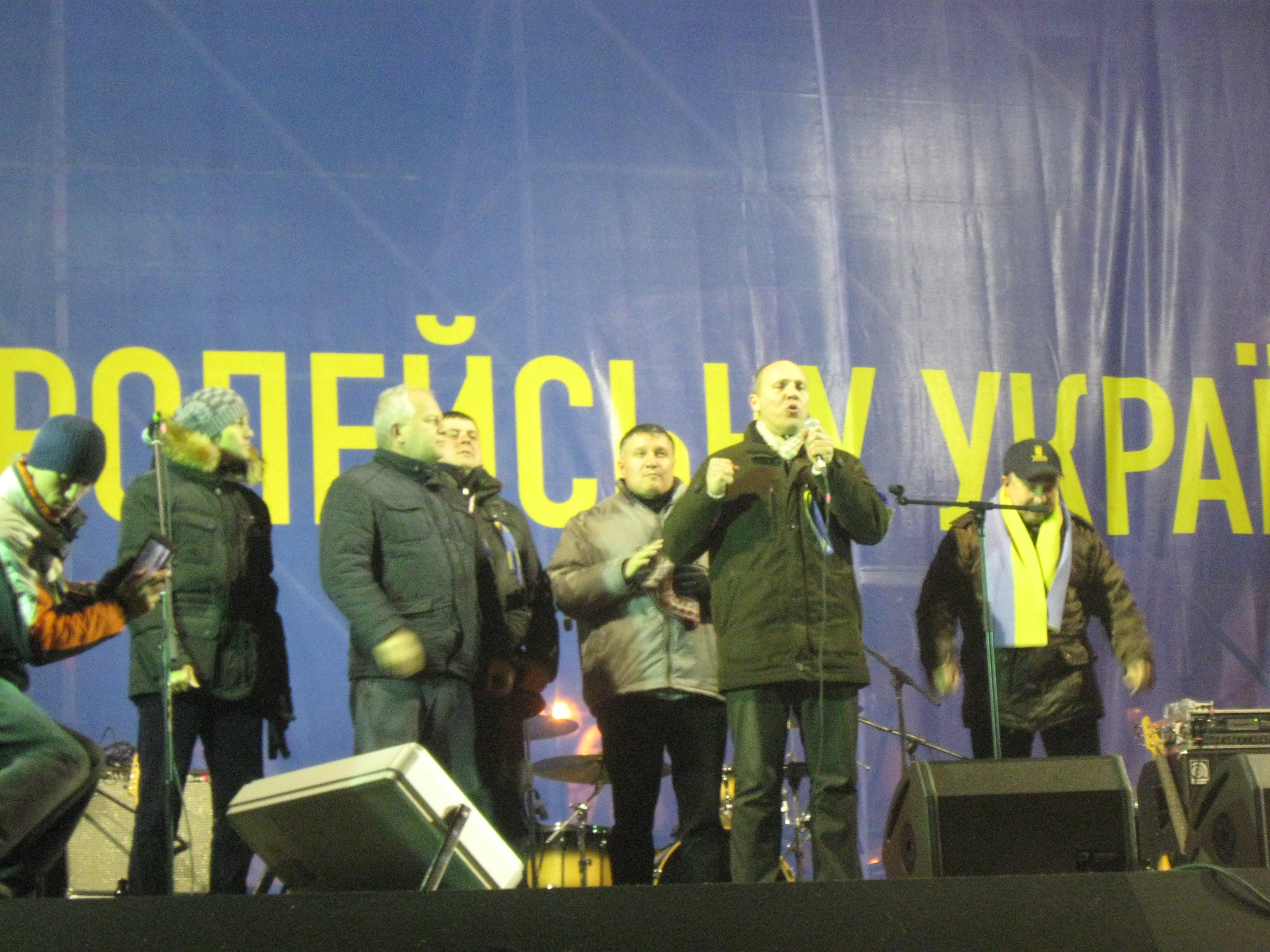
Андрей Парубий на сцене Евромайдана. Киев, 8 декабря 2013 года.

С ноября 2013 по февраль 2014 года координировал ежедневное функционирование «Евромайдана» (г. Киев, Площадь Независимости); выступал фактическим комендантом его палаточного лагеря и руководителем отрядов Самообороны Майдана.
Андрей Шевченко 20 февраля связывался по телефону с Андреем Парубием по поводу того, что кто-то стреляет по митингующим. Парубий ответил, что его группа проверила здание Киевской консерватории и никого там не обнаружила. Позднее политик высказал предположение, что стрельбу вели снайперы, прибывшие и контролируемые РФ.

### Секретарь СНБО Украины

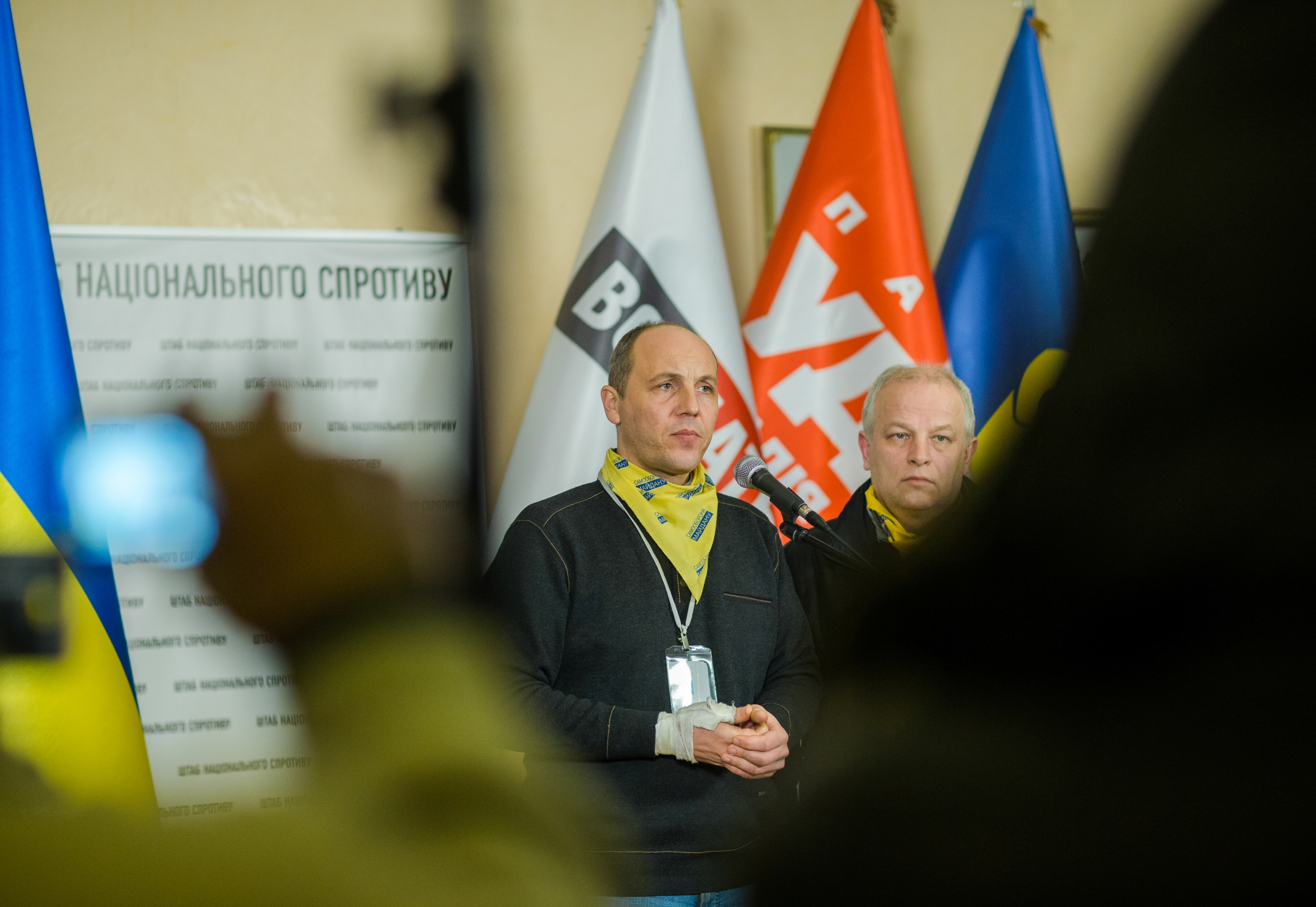
Андрей Парубий, 27 января 2014 года

27 февраля 2014 Андрей Парубий был назначен на пост секретаря Совета национальной безопасности и обороны Украины. Являлся одним из инициаторов создания Национальной гвардии Украины, в состав которой вошли отряды Самообороны Майдана и Правого сектора.
В марте 2014 года выступил с инициативой ввести визы для граждан России, а затем предложил ставить штамп в паспортах о выезде из страны, используя опыт СССР, пояснив: «Те, кто работает в России, все равно не будут нашими союзниками, поэтому нам наплевать на их интересы». Президент России Владимир Путин, узнав об этой инициативе Парубия, категорически запретил вводить ответные меры: «в случае введения нами визового режима с Украиной пострадают ни в чём неповинные миллионы украинцев, которые и так живут небогато, и, работая в России, зарабатывают небольшие деньги для поддержки семьи, не нужно этого делать».
1 марта 2014 года Парубий дал поручение СБУ и Генпрокуратуре провести расследование, насколько деятельность российских телеканалов на Украине соответствует законодательству, и есть ли факты разжигания межнациональной вражды, призывы к войне и сепаратизму. 25 марта 2014 года, по решению Киевского административного суда, на Украине было формально прекращено вещание телеканалов «РТР», «Первый», «Россия 24» и «НТВ».
24 марта заявил, что на границе с Украиной продолжают находиться около 100 000 российских военных в полной боевой готовности, которые готовятся к вторжению на Украину, хотя двумя днями ранее международные военные наблюдатели, в том числе украинские, провели наблюдательные полёты над западными регионами России и никаких проблем не обнаружили.
Секретарь Совета национальной безопасности и обороны Украины Андрей Парубий подал прошение об отставке из-за несогласия с президентом Петром Порошенко в вопросах информационной политики 25 июля, но президент отставку не принял, так как не найдена кандидатура преемника. Однако 7 августа 2014 г. Порошенко всё же принял отставку Парубия.

### Верховная рада Украины

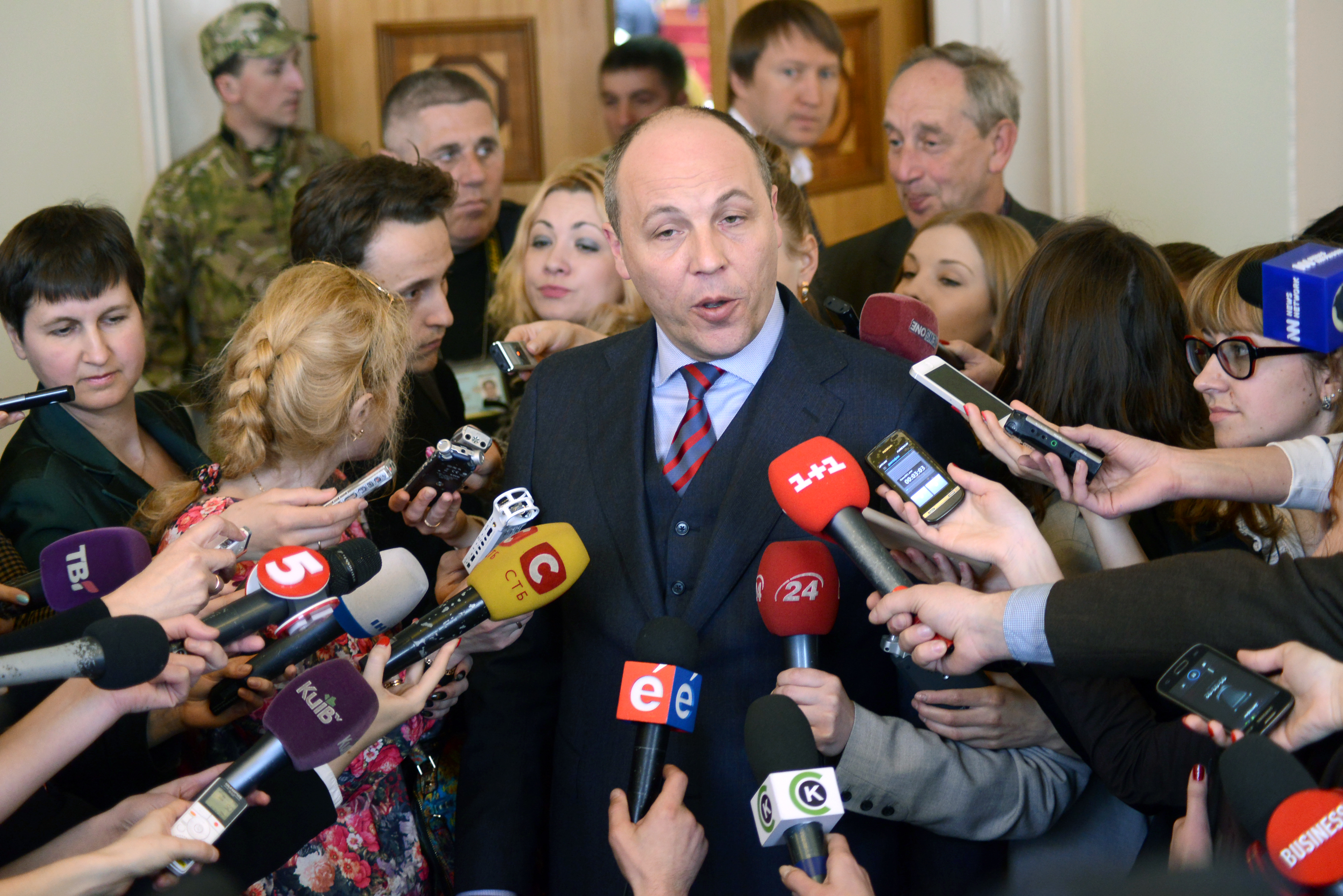
Верховная рада, 23 апреля 2015 год.

26 августа 2014 года покинул политсовет партии «Батькивщина» вместе с 20 соратниками, среди них: Александр Турчинов, Арсений Яценюк, Арсен Аваков, Сергей Пашинский, Павел Петренко, Лилия Гриневич. Причиной стала невозможность договориться с партией о слиянии с несколькими другими политическими силами и поставить во главе списка Арсения Яценюка.
10 сентября состоялся съезд новой партии, получившей название «Народный фронт». После создания партии, Андрей Парубий принял участие в выборах в Верховную раду 26 октября 2014 года по спискам от «Народного фронта» (№ 4). На внеочередных выборах в Верховную раду партия «Народного фронта» набрала наибольшее количество голосов избирателей, что позволило ей в Верховной раде Украины VIII созыва получить 64 мандата по партийным спискам.
4 декабря 2014 года голосами 313 народных депутатов был избран первым заместителем председателя Верховной рады.
14 апреля 2016 года избран председателем Верховной рады Украины.
28 января 2017 года Парубий, в официальном обращении к народу по поводу Дня памяти героев Крут на сайте Верховной рады отметил, что «уже столетие почти непрерывно длится война с исконным врагом Украины, с Россией».

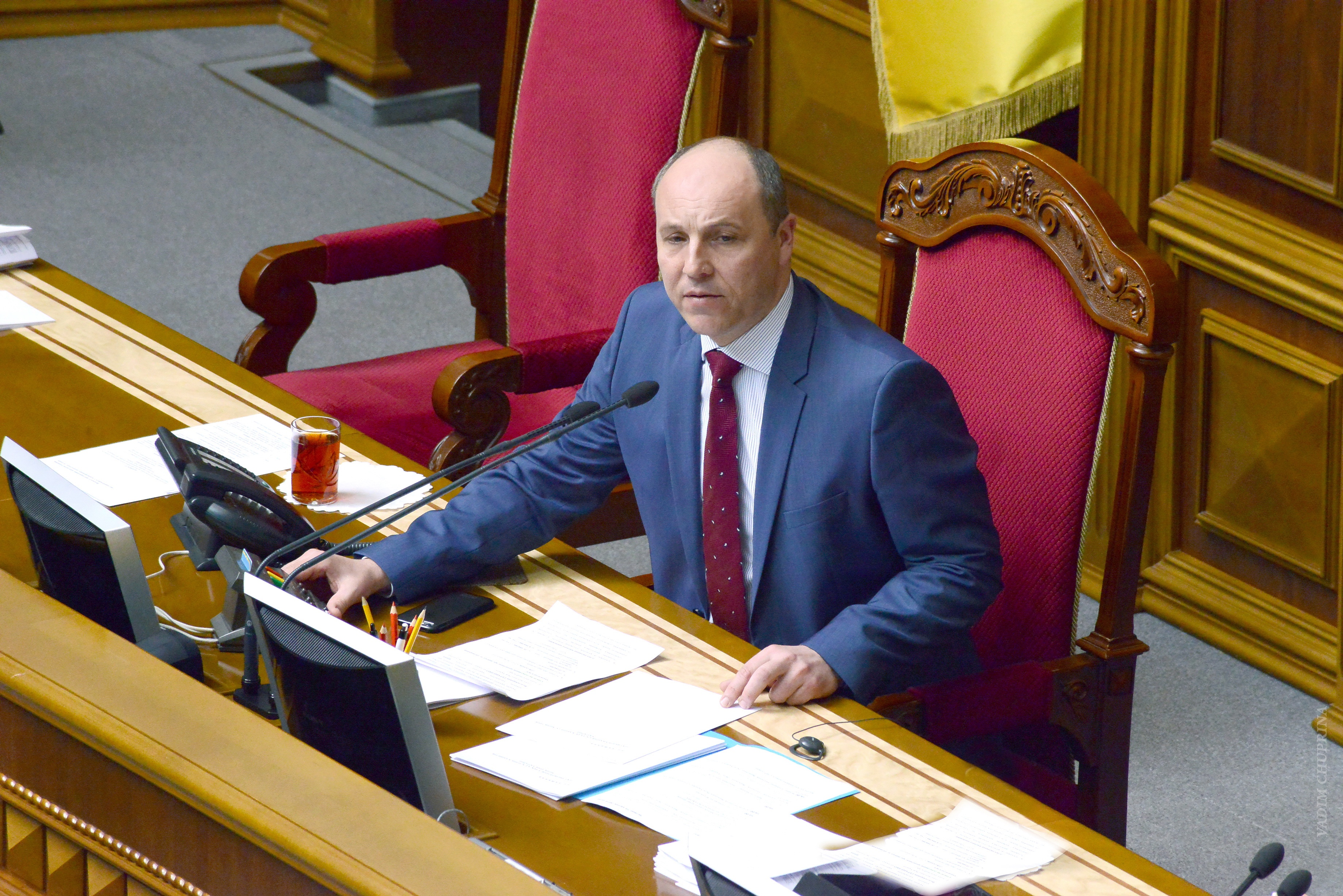
Андрей Парубий в Верховной раде, 14 апреля 2016 года

1 ноября 2018 года были введены российские санкции против 322 граждан Украины, включая Андрея Парубия.
Грекокатолик (униат) по вероисповеданию, 15 декабря 2018 года участвовал в Объединительном соборе, создавшем Православную церковь Украины.
15 февраля 2019 года Андрей Парубий подписал распоряжение о создании Офиса парламентской реформы. Председатель ВР отметил, что к работе в Офисе планируется привлечь 15 сотрудников в соответствии с направлениями парламентской работы. Парубий отметил, что создание офиса приблизит работу украинского парламента до европейских стандартов.
В ходе президентских выборов 2019 года поддержал действующего главу государства Петра Порошенко.
31 мая 2019 года принял участие в съезде партии Европейская солидарность, где сообщил о решении участвовать в будущих выборах с «командой единомышленников». Участвовал в досрочных парламентских выборах 2019 года от партии «Европейская солидарность» (2 место в партийном списке), был избран народным депутатом.
На местных выборах 2020 года курировал избирательную кампанию «Европейской солидарности» в Волынской области.

### Покушение
Вечером 24 декабря 2014 года неизвестный бросил гранату во время встречи политика с соратниками по «Самообороне» около отеля «Киев», также там было несколько депутатов. По факту нападения возбуждено уголовное дело по статье о хулиганстве.
1 февраля 2015 года глава МВД Украины Арсен Аваков сообщил, что покушение было организовано террористической организацией, и по этому делу задержаны три человека. В его организации министр обвинил бывшего командующего Внутренними войсками МВД Украины Станислава Шуляка.
25 декабря 2015 года Андрей Парубий назвал одним из организаторов покушения на себя бывшего полковника Внутренних войск Министерства внутренних дел Украины Сергея Асавелюка, написав об этом на своей странице в социальной сети Facebook. «Ровно год назад возле гостиницы „Киев“ мне и моим друзьям под ноги бросили боевую гранату… Сегодня уже известно, что это заказ Кремля, координировал его Сергей Асавелюк „Асса“, командир снайперской группы во время расстрела Майдана», — сказано в сообщении.
Пресс-служба МВД сообщила, что в организации покушения подозревается бывший командующий Внутренними войсками Станислав Шуляк. Непосредственным исполнителем преступления был гражданин России А. Г. Соколенко. К покушению также причастны граждане С. М. Коробов и Д. М. Соколовский, организовавшие приезд Соколенко в Киев и его передвижение по городу. Коробов также прикрывал Соколенко при непосредственном исполнении преступления и на пути его ухода. 30 января во время спецоперации МВД Украины были задержаны Соколовский и Коробов.

## Происшествия
3 сентября 2018 года, выступая в эфире программы «Свобода слова» на канале ICTV, Парубий в ответе на вопрос о ситуации с принятием закона о референдуме, указывая на имеющиеся дискуссии и споры, с иронией напомнил, «что „наибольшим человеком“, который практиковал прямую демократию, был Адольф Алоизович в 30-е годы. И мы должны об этом тоже помнить, потому что в те 30-е годы это был один из ключевых способов, в том числе, и манипуляций. Поэтому этот закон должен быть ответственным». На следующий день российское РИА Новости опубликовала материал «Спикер Рады назвал Гитлера „самым большим“ демократом», содержавшую неполную цитату из выступления и ряд утверждений, которых Парубий не говорил. После этого ряд российских (сайты Украина.ру, ТАСС, Life.ru, РБК, Газета.ру, РИА ФАН, телеканалы «Звезда» и НТВ) и украинских СМИ (сайты Страна.ua, Главред, Украинские новости, «КП в Украине», Корреспондент, а также телеканалы 112-Украина и NewsOne (в двух последних СМИ гости и ведущие единогласно осудили политика и призывали к его отставке, обвиняя в пропаганде нацизма), начали распространять эту новость, дословно копируя, но не ссылаясь на исходный материал РИА. Отдельно с «ликбезом для самого ущербного спикера» выступило движение «Украинский выбор» Виктора Медведчука. Лишь через два дня из всех вышеперечисленных СМИ только Страна.ua, «КП» и 112-Украина в своих новых материалах опубликовали разъяснения политика касательно своего прежнего выступления и всё-таки привели первоначальную цитату; из всех украинских СМИ полную цитату из речи Парубия и указание на исторический контекст событий дал лишь сайт Zaxid.net.
5 декабря 2018 года Печерский районный суд Киева обязал Генпрокуратуру Украины начать досудебное расследование уголовного правонарушения, совершённого Андреем Парубием, по признакам ч. 2 ст. 161 Уголовного кодекса Украины (умышленные действия, направленные на разжигание национальной, расовой или религиозной вражды и ненависти). По словам депутата Рады Василия Нимченко (фракция «Оппозиционный блок»), «лживые, откровенно провокационные заявления Парубия о том, что они [священники] убивали украинцев, не только являются плодом больной фантазии, они и обижают чувства миллионов верующих УПЦ».

## Семья и личная жизнь
Отец — Владимир Иванович Парубий (1943 г.р.), бывший заместитель председателя Львовской областной рады.
Жена — Ульяна Юрьевна Парубий, была аспиранткой во Львовском национальном университете имени И. Франко.
Дочь — Ярина (2001 г.р.), увлекается сноубордом.
Сестра — Елена (укр. Олена Володимирівна Парубій), училась в Львовском национальном университете имени И. Франко, начальник управления по работе с физическими лицами департамента налоговой инспекции Сиховского района Львова. 18 мая 2010 года она была задержана по уголовному делу о взятке в размере 2000 долларов США за непроведение проверок использования кассовых аппаратов у частных предпринимателей.

## Награды
- Орден князя Ярослава Мудрого V ст. (23 июня 2009) — за весомый личный вклад в развитие конституционных основ украинской государственности, многолетний добросовестный труд, высокий профессионализм в защите конституционных прав и свобод человека и гражданина[47];
- Орден «За заслуги» III ст. (6 декабря 2006) — за весомый личный вклад в развитие местного самоуправления, многолетний добросовестный труд и высокий профессионализм[48];
- Почётная грамота президента Украины.
- Почётный гражданин города Червонограда.
- Наградное оружие — пистолет «Форт-17-05» (31 марта 2014)[49].
- Крест Святого Андрея Первозванного (Константинопольская православная церковь, 2019 год)[50]